# 城东街道 (河源市)
城东街道是中华人民共和国广东省河源市源城区下辖的一个街道办事处。

## 行政区划
城东街道下辖以下村级行政区划单位：
河紫路社区、和平村和胜利村。